# 志太勤
志太 勤（しだ つとむ、1934年10月14日 - 2025年7月9日）は、日本の実業家。シダックス創業者。

## 来歴
静岡県田方郡韮山町（現・伊豆の国市）出身。静岡県立韮山高等学校卒業。高校3年生の時に、義兄から譲り受けた大衆食堂「大炬燵（おおごたつ）」を経営。1960年、東京都調布市に給食事業を運営する「富士食品工業」（現・シダックスフードサービス）を設立し、社長に就任。従来の定食からカフェテリア方式にしたことで急成長を遂げた。集団給食を主体としたフードサービス事業とレストランカラオケ事業で業界トップクラス。1997年、社長を長男・勤一に譲っている。2012年6月、代表取締役会長から取締役最高顧問となる。2024年2月、取締役最高顧問を退任し、顧問となる。
1993年に藍綬褒章、2006年には旭日重光章を受章。教育に関しては特に熱心であり、本社に志太学園調理師学校を併設したり、志太起業塾では中高年層に対して起業について自ら熱弁をふるった。大学は出ていないが、2007年には、多くの元プロスポーツ選手や企業家などが履修生として名を連ねる早稲田大学スポーツ科学学術院平田竹男研究室の社会人修士1年制の卒業生となった。
また、無類の野球好きで知られる。高校球児であったが多発性関節炎を患い、野球を断念した。その後、実業家として軌道に乗ってから自社にシダックス野球部を創設し総監督に就任。2003年～2005年には友人の野村克也がGM兼監督として指揮を執り、注目を集めた。その後も日本中学生野球連盟の会長を務めるなど、野球を通じた健全な青少年の育成に尽力した。
2025年7月9日、うっ血性心不全のため死去した。90歳没。死没日付をもって従四位に叙された。

## 役職
- 社団法人日本ニュービジネス協議会連合会　顧問（前会長）
- 社団法人関東ニュービジネス協議会　顧問（前会長）
- 社団法人日本経済団体連合会　理事
- 日本ベンチャー学会　顧問（元副会長)）
- 社団法人日本給食サービス協会　顧問（元会長）
- 社団法人日本メディカル給食協会　顧問（元会長）
- 国際野球連盟(IBAF)　ファウンダースクラブ・メンバー
- 一般財団法人日本中学生野球連盟　会長
- 一般財団法人デジタルスマートシティ推進財団 代表理事

## 信条・言葉
- 座右の銘は「大志」と「的面の今」[7]

「大志」とは、常に頂上をめざすという、大きな志のことであり、少年期の「プロ野球で日本一」の夢は途絶えたが、「日本一の実業家」、創業後は「業界ナンバーワン」という目標を掲げて、達成してきた。
「的面の今」とは、その都度、志の達成に向けて、今現在最も大切なこと一点を見極め、全身全霊を込めて集中する、という意味である。カフェテリア方式導入に集中したときには社名を「キャフトフードサービス」に変えるという、社名変更もいとわない大胆な戦略をとったことがある。
- 「努力還元」

シダックスの社是。お得意先からクレームのついた店長が心を入れ替えて必死に努力した結果、大きな成果に結びついた。新聞記事に、ある小学校の校長先生が毎朝「おはよう」と挨拶したところ、3ヶ月後には全員が答えるようになったとの事例を知り、社是とした。
- 「男子一生の仕事」

アメリカの給食業界を視察した時、シカゴの給食会社・ビッグフード社のマーチン・Ｈ・ケネリー副社長から「出会った仕事が天職」という言葉を聞いて、人生観が変わった。給食業を意義のある仕事と認識し、「日本一」への具体的な目標を意識できた。
- 「人より10倍成功したいのなら、10倍働け」（1日は24時間ある）

伝説的な相場師から実業家に転身していた、佐藤和三郎からビジネスの勉強をしていた時、「観光地の開発企画書を3日で作れ」といわれ「3日では無理」と答えたが、佐藤からは「1日にどれだけ仕事をしているのか」と聞かれ「他人の倍は働いている」と返事をし、叱咤されたときにかけられた言葉。人間の能力には差はなく、努力と集中力が大きく左右すること、1日24時間の限られた時間をいかに充実させるかが成功に結びつくことを痛感した。

## 社会事業
- 社団法人日本ニュービジネス協議会（現・一般社団法人東京ニュービジネス協議会）会長として、「21世紀型社会への改革」を提案した後、2003年9月に「21世紀の風運動の会」を発足。「創業促進」「企業改革」「雇用創出」を主題にして、中小・ベンチャー経営者の声を政治家や行政官庁に届ける運動を展開した。2004年の第20回参議院議員通常選挙立候補予定者にも緊急アンケートをし、意見広告を日刊紙に掲載した。
- 2004年、小泉純一郎内閣が構造改革推進の一環として、内閣総理大臣の諮問機関「規制改革・民間開放推進会議」を発足させた時、委員就任の命を受け、「官から民へ」の改革の流れの拡大に貢献。その時に、中小・ベンチャー経営者には「情報」が不足していることを痛感したため、2005年10月に「e-連携フォーラム」を設立。「見つける」「つながる」「変える」を主テーマに活動した。

## 主な著作
- 『燃えよ!』財界研究所、1997年10月　ISBN 978-4594023591
- 『60歳起業論』東洋経済新報社、1998年7月　ISBN 978-4492553183